# شاه زنده است
شاه زنده است (انگلیسی: The King Is Alive) یک فیلم درام دانمارکی به کارگردانی کریستیان لیورینگ است که در سال ۲۰۰۰  منتشر شد.

## بازیگران
- رومن بورنژه
- دیوید بردلی
- دیوید کالدر
- جنیفر جیسن لی
- بریون جیمز
- بروس دیویسن
- جانت مک‌تیر
- کریس واکر
- لیا ویلیامز